# Lock Up (film)
Lock Up är en amerikansk fängelsefilm från 1989 regisserad av John Flynn. Huvudrollerna spelas av Sylvester Stallone och Donald Sutherland.

## Handling
Frank Leone (Stallone) är en mönsterfånge på en öppen anstalt i USA. Han har sex månader kvar av sitt straff. Plötsligt en natt blir han förflyttad till Gateway-fängelset. Det är fängelsedirektören där, Drumgoole (Sutherland), som ordnat detta för att hämnas på Frank.
Orsaken är att Drumgoole tidigare vägrat Frank en permission för att besöka sin döende fosterfar. Frank rymde då och när historien nådde tidningarna utmålades Drumgoole som den verklige boven och förflyttades.
Den sadistiske Drumgoole tänker se till att Frank får ett helvete under de sista månaderna genom att låta honom bli torterad av både vakterna och de andra intagna på alla möjliga sätt. Men Frank har bestämt sig för att inte låta sig knäckas, fast besluten att avtjäna sitt straff och bli fri.

## Rollista
| Sylvester Stallone  | – Frank Leone                |
| Donald Sutherland   | – fängelsedirektör Drumgoole |
| John Amos           | – Meissner                   |
| Darlanne Fluegel    | – Melissa                    |
| Frank McRae         | – Eclipse                    |
| Sonny Landham       | – Chink Weber                |
| Tom Sizemore        | – Dallas                     |
| William Allen Young | – Braden                     |
| Larry Romano        | – First Base                 |
| Jordan Lund         | – Manly                      |
| Danny Trejo         | – Chink's Gang Member        |